# Liste der Abkürzungen für verschiedene Sprengstoff-Treibmittel
In der folgenden Liste befinden sich alphabetisch sortiert verschiedene Abkürzungen von Sprengstoff-Treibmitteln.
- A.P. bzw. AmmonP.: Ammonpulver
- Ballistide: doppelbasige (rauchlose) Pulver
- Bl.P.: Blättchenpulver; auch: B-Pulver
- Bl.P.m.A.: Blättchenpulver mit Abfallpulver
- D-Pulver (Luftwaffe): wie G-Pulver, aber bis ca. 10 % Dinitrotoluol bei gleichzeitiger Herabsetzung des Urethan- bzw. Centralitgehaltes, teilweise auch mit 1-Nitronaphthalin
- Didi-Pulver: Diglycoldinitrat (DEGN)-Pulver
- Dgl.P. bzw. Digl.P.: Diglycolpulver; Nitrocellulose-Pulver mit 30–40 % Dinitrodiglycol
- Digl.Lp.P.: Diglycol-Leuchtgeschoß-Pulver
- Digl.P.V.: Diglycol-Pulver, verbessert
- DMW-Pulver: schnellbrennendes Nitrocellulose-Pulver für Pistolen- und Revolvermunition
- DR: Diglycol-Ringpulver
- DST, DSt.: Diglycol-Streifenpulver
- DV: Diglycolpulver, verbessert
- EC-Pulver: Treibmittel für Jagdmunition; Zusammensetzung: 28 % Nitrocellulose, 26 % Schwarzpulver, 38 % Nitrate, 2 % Campher, 4 % Holzmehl, 0,5 % Gelatinierungsmittel
- E.P.: Einheitspulver
- Ers.R.P., EP: Ersatzröhrenpulver
- Gew.P., Gew.-Pulver: Gewehrpulver
- G-Pulver (Heer): 62 % Nitrocellulose, 25 % Diglykoldinitrat, 12 % Urethan oder Centralit, 0,25 % Akardit, 0,5 % Kaliumsulfat, 0,1 % Magnesiumoxid, 0,15 % Graphit
- Gu.P.: Gudolpulver oder Gu.-Pulver; Nitrocellulose-Pulver mit 30 % Nitroguanidin
- Hy-Pulver: hydrocellulosehaltiges Pulver
- K-Pulver (Luftwaffe): identisch mit G-Pulver (Heer)
- KN: Krumbach-Nitrat-Pulver
- KOD: Krumbach-Pulver ohne Nitrat, aber mit DNT
- (K)D-Pulver: s. D-Pulver
- Lg.P.: Leuchtgeschoßpulver
- Man.N.P.: Manöver-Nudelpulver
- N.Gew.P.: neues Gewehr-Pulver
- Ngl.P.: Nitroglycerin-Pulver; Nitrocellulose-Pulver mit 30–40 % Nitroglycerin
- Np.P.: Nitropentapulver
- N.P. bzw. Nd.P.: Nudelpulver
- N-Pulver (Marine): wie G-Pulver, aber mit 7 % 1-Nitronaphthalin bei gleichzeitiger Herabsetzung des Urethan- bzw. Centralitgehaltes
- Nitrocellulose-, Nc.- oder Nz.-Pulver: Nitrocellulose-Pulver, ca. 13 % Stickstoff
- NSP bzw. Nz.S.P: Nitrocellulose-Schwarzpulver
- Nz., Nz.P.: Nitrocellulose-Pulver
- P., Pulv., Pv.: Pulver
- Pl.P.: Plattenpulver
- POL-Pulver: Pulver ohne Lösungsmittel
- R.P.: Röhrenpulver
- Roh-Tri: Trinitrotoluol (TNT) im ungereinigten Zustand
- RP (Zahl) N: Röhrenpulver mit Nitronaphthalin
- RPC/(Zahl): Röhrenpulver, Construction (Jahr)
- Rg.P.: Ringpulver
- Schwpv., Schw.P.: Schwarzpulver
- SprSchwP: Sprengschwarzpulver
- St.P.: Sternenpulver
- St.P.: Staubpulver
- Stb.P.: Stäbchenpulver
- Str.P., St.P: Streifenpulver
- Trigl.P.: Triglycol-Pulver
- VRP: verkürztes Röhrenpulver
- W.P.: Würfelpulver
- WPC/(Zahl): Würfelpulver, Construction (Jahr)
- Zyl.P.: Zylinderpulver

## Belege
- Fedoroff, B.T.: Dictionary of explosives, ammunition and weapons (German section) Picatinny arsenal technical report No. 2510 Dover, New Jersey 1958.